# Helmut Hasse
Pour les articles homonymes, voir Hasse.
Helmut Hasse (1898-1979) est un mathématicien allemand.
Il est un des plus grands algébristes allemands de son époque, connu notamment pour ses travaux sur la théorie des nombres.

## Biographie
Helmut Hasse est le fils du juge Paul Reinhard Hasse et de Margaret Quentin, née à Milwaukee (Wisconsin), mais élevée à Kassel. Il est scolarisé à Kassel et à Berlin-Wilmersdorf, après que sa famille a déménagé à Berlin en 1913. Pendant la Première Guerre mondiale, après avoir passé son baccalauréat en 1915 au Fichte-Gymnasium, il se porte volontaire pour servir la Kaiserliche Marine et est envoyé dans les pays baltes — où il effectue également des travaux de cryptographie et étudie les Leçons de théorie des nombres de Dirichlet et Dedekind — et à Kiel, où il suit également les cours d'Otto Toeplitz en 1917-1918. Après la guerre, il étudie d'abord à Göttingen, où il suit les cours d'Erich Hecke jusqu'au départ de ce dernier pour Hambourg ; la lecture du livre Théorie des nombres de Kurt Hensel, avec sa nouvelle arithmétique p-adique, l'amène à le rejoindre en 1920 à Marbourg, où il obtient son doctorat en mai 1921 (avec sa thèse sur les formes quadratiques rationnelles, qui fonde, avec le théorème de Hasse-Minkowski, le principe local-global). Pendant ses études, il devient membre de l'Association des étudiants allemands de Marbourg. En février 1922, il obtient son habilitation (Équivalence des formes quadratiques sur les nombres rationnels). En automne 1922, il obtient un poste de privatdozent à l'université de Kiel, et à la même époque, il épouse Clara Ohle. À Pâques 1925, il est nommé professeur titulaire à Halle et devient, aux côtés de Heinrich Wilhelm Ewald Jung, directeur de l'institut de mathématiques de cette ville. En 1930, il succède à son professeur Kurt Hensel à Marburg.
Après la prise de pouvoir des national-socialistes, il fait partie, le 11 novembre 1933, des signataires de la Déclaration des professeurs en faveur d'Adolf Hitler. En 1934, il remplace Hermann Weyl au poste de directeur de l'institut mathématique de Göttingen durant la période nazie ; celui-ci est en effet contraint d'émigrer en raison de ses opinions politiques et de sa femme juive. Pendant cette période Hasse est impliqué, en tant que membre du conseil d'administration de la DMV, dans une lutte pour le pouvoir avec Ludwig Bieberbach pour préserver l'indépendance de la DMV. Hasse se préoccupe avant tout de préserver la réputation des mathématiques allemandes à l'étranger. 
Bien qu'il soit politiquement nationaliste et qu'il ait demandé son adhésion au NSDAP en 1937, il ne parvient jamais à devenir membre du parti nazi car il est suspecté d'avoir des ascendants juifs. Pendant la guerre, il effectue des recherches pour la marine de guerre allemande sur la balistique et la physique des hautes pressions. 
Après la guerre, Hasse revient à Göttingen. Il est cependant démis de sa chaire par les autorités britanniques en septembre 1945. Dans une interview avec Constance Reid, Hasse reconnaît que c'est peut-être dû au fait qu'il a exprimé sans détour des idées nazies, entre autres lors de la première réunion de la faculté et à des visiteurs américains. Godfrey Harold Hardy et d'autres ont fait pression, en vain, pour que Hasse reste à sa chaire. En 1947, à la suite de la procédure de dénazification, il est interdit d'enseignement, la raison invoquée étant son appartenance au NSDAP depuis 1938. Pendant ce temps, Hasse se rend à Berlin (Est), où il travaille d'abord à partir de 1946 à l'Académie allemande des sciences, puis à l'université Humboldt, où il devient professeur en 1949. C'est à cette époque qu'il rédige sa monographie et son manuel de théorie des nombres. En 1950, Hasse accepte un poste à l'université de Hambourg, où il reste jusqu'à sa retraite en 1966.
Parmi ses collaborateurs et étudiants à Göttingen dans les années 1930, on compte Ernst Witt, Friedrich Karl Schmidt, Oswald Teichmüller, Martin Eichler et Harold Davenport. Parmi ses doctorants figurent Peter Roquette, Heinrich-Wolfgang Leopoldt, Cahit Arf, Wolfgang Franz (de), Günter Pickert (de), Curt Meyer, Paul Lorenzen, Otto Schilling, Hans Wittich (de), Günter Tamme (de), Hans Reichardt (à Marbourg), Hermann Ludwig Schmid (de) et Helmut Brückner (de) (à Hambourg) et il a également entretenu une correspondance avec Arnold Scholz, Emil Artin et Harold Davenport, entre autres. Il entretient une vaste correspondance avec Emmy Noether, même après son émigration.
Hasse est membre de la Leopoldina à partir de 1926. (dont il reçoit la médaille Cothenius), de la Akademie der Wissenschaften zu Göttingen (de 1934 à 1945), l'Academia Scientiarum Fennica (à Helsinki, depuis 1942), l'Académie des sciences de Berlin (de la RDA, depuis 1949), de la Akademie der Wissenschaften und der Literatur Mainz (depuis 1952) et de la Real Academia de Ciencias Exactas, Físicas y Naturales (à Madrid, depuis 1956). En 1953, il reçoit le Prix national de la RDA 1re classe pour la science et la technique. Il est docteur honoris causa de l'université de Kiel.
De 1929 à 1979, il est l'éditeur du Journal für die reine und angewandte Mathematik.
Il laisse à la postérité :
- le diagramme de Hasse, qui est un graphe orienté engendrant une relation d'ordre,
- ainsi que le théorème de la norme de Hasse, qui énonce que si L/K est une extension cyclique de corps de nombres, tout élément non nul de K qui est une norme locale partout est une norme globale.